# Руда-Гірчичнянська
Руда-Гірчичнянська — село в Україні, у Дунаєвецькій міській територіальній громаді Дунаєвецького району Хмельницької області. Населення становить 83 особи, (за переписом 2001 року - 176 осіб).

## Походження назви
Назва села — словосполучення. Слово "Руда" походить від промислу, що тут культивувався. Здавна на Поділлі виплавляли залізо із болотяних руд. Річка Гнідка, яка протікає Рудою-Гірчичнянською, багата на оксиди заліза, яке тут видобували. На видобуток болотяних руд вказує і назва поля північніше села — Рудка. 
Слово "Гірчичнянська" вказує, що перші поселенці були вихідцями із сусіднього села Гірчична. Це були дрібнопомісні шляхтичі, які на чиншовому праві володіли частиною землі. 
Інші варіанти назв, які зустрічалися в письмових джерелах: Ruda Gorczyczna (пол. 1789), д. Горчичная Руда (рос. 1862), д. Горчичанская Руда, Руда (рос. 1893), Руда-Гірчичнянська (укр. 1926), Руда-Горчичнянская (рос. 1979).

## Символіка

### Герб
Щит перетятий і напіврозтятий  срібною римо-католицькою вервицею, в якій три золотих шестипроменевих зірки в балку, середня нижче. У першій лазуровій частині золоте усміхнене сонце з шістнадцятьма променями, прямими і хвилястими поперемінно. У другій золотій частині зелений качан капусти.  У третій лазуровій частині три срібних хвилястих нитяних балки, з яких виходить білий лебідь з розпростертими крилами.  Щит вписаний в декоративний картуш і увінчаний золотою сільською короною. Унизу картуша напис «РУДА-ГІРЧИЧНЯНСЬКА» і рік «1712». Автор – Олег Мельник.
Герб не затверджений сесією міської ради.

### Прапор
В центрі квадратного синього полотнища біла римо-католицька вервиця, в якій жовта шестипроменева зірка. Над корункою жовте усміхнене сонце з шістнадцятьма променями, прямими і хвилястими поперемінно, в нижніх кутках прапора по одній жовтій шестипроменевій зірці, більших за середню.

### Пояснення символіки
Сонце – символ Поділля. Вервиця символізує те, що село засноване поляками – селянами, які сповідували римо-католицьку віру. Три шестикутні зірки символізують три сусідні села, що в давнину утворили окреме Гірчичнянське староство. Капуста - знак того, що селяни вперше у цій місцевості започаткували вирощування городини, особливо – капусти.  Лебідь з розпростертими крилами – символ ставків та птахів, які здавна тут гніздяться. Корона означає статус населеного пункту. 
На прапорі повторюються кольори герба.

## Географія

### Територія
Територія сільських земель Руди-Гірчичнянської розташована компактно, хоча широтна протяжність переважає. Протяжність сільських земель із заходу на схід становить 3,5 кілометра, з півночі на південь – 3 кілометри. Площа Руди-Гірчичнянської становить 86,0 гектарів, вв тому числі 51,0 гектари – це землі у власності громадян, 6,2 гектари – землі загального користування та 28,8 гектарів – резервні території.  Площа всіх земель Руди-Гірчичнянської становить 554,2 гектарів (включаючи 60,0 гектарів земель лісів Кам’янець-Подільського лісгоспзагу), з них 314,9 – орні землі, 11,0 – сільські ліси, 6,0 – сади, 29,1 – луки та пасовища і 19,5 – інші землі.
В Руді-Гірчичнянській нараховується 3 вулиці загальною довжиною 5,1 кілометрів, зокрема:
- вулиця Зелена - 1,4 кілометра;
- вулиця Червонопартизанська - 0,9 кілометра;
- вулиця Шевченка - 2,8 кілометрів.

### Географічне положення
Руда-Гірчичнянська розташована на заході України, на півдні Хмельницької області, в північно-східній частині  Дунаєвецького району. Землі Руди-Гірчичнянської межують: на півночі – із землями Синяківців, на північному сході та сході – із землями Малої Кужелівки, на південному сході та півдні – із землями Соснівки, на південному заході – із землями Слобідки-Гірчичнянської, на заході – із землями Гірчичної. 
Поблизу Руди-Гірчичнянської (приблизно за один кілометр від села) проходить автомобільна дорога О-230623 Сивороги – Ярова Слобідка. За 3 кілометри на південь проходить автомобільна дорога Т-23-08 Гуків – Дунаївці – Могилів-Подільський. Відстань від Руди-Гірчичнянської до найближчих сіл: до Соснівки – 3 кілометри; до Малої Кужелівки – 4 кілометри; до Синяківців – 4 кілометри; до Слобідки-Гірчичнянської – 4 кілометри; до Варварівки – 5 кілометрів;  до Іванківців – 5 кілометрів; до Гірчичної – 6 кілометрів; до Великої Кужелеви – 7 кілометрів; до Ярової Слобідки – 8 кілометрів. Відстань від Руди-Гірчичнянської до районного центру – міста Дунаївці 14 кілометрів, до обласного центру – міста Хмельницький 82 кілометри (через Дунаївці, через Підлісний Мукарів та Міцівці – 70 кілометрів), до Києва – 467 кілометрів (через Дунаївці та Хмельницький, через Нову Ушицю, Бар, Вінницю – 398 кілометрів). Найближча залізнична станція Дунаївці на лінії Гречани – Кам’янець-Подільський розташована за 22 кілометри (через Підлісний Мукарів, через Дунаївці – 31 кілометр).

### Рельєф
Руда-Гірчичнянська розташована в центральній частині Подільської височини (Придністровська височина), у верхів’ї річки Гнідки (лівої притоки Студениці). В тектонічному плані Руда-гірчичнянська знаходиться на Волино-Подільській плиті, яка утворилася в епоху каледонської складчастості. 
Територія села – підвищена полого-хвиляста рівнина. Пересічні висоти становлять  понад 300 метрів над рівнем моря, середня висота - 302 метри. Абсолютна висота – 341 метр над рівнем моря (поле на схід від Руди-Гірчичнянської), мінімальна висота - 278 метрів над рівнем моря (рівень річки Гнідка на південь від села). Амплітуда висот становить 63 метри.

### Корисні копалини
Розташування Руди-Гірчичнянської на підвищеному плато значною мірою вплинуло на наявність в селі корисних копалин, яких тут є небегато. На території сільських земель є поклади корисних копалин осадового походження. Вони представлені в основному нерудними корисними копалинами, які використовують у будівництві. Це зокрема глини та піски.

### Клімат

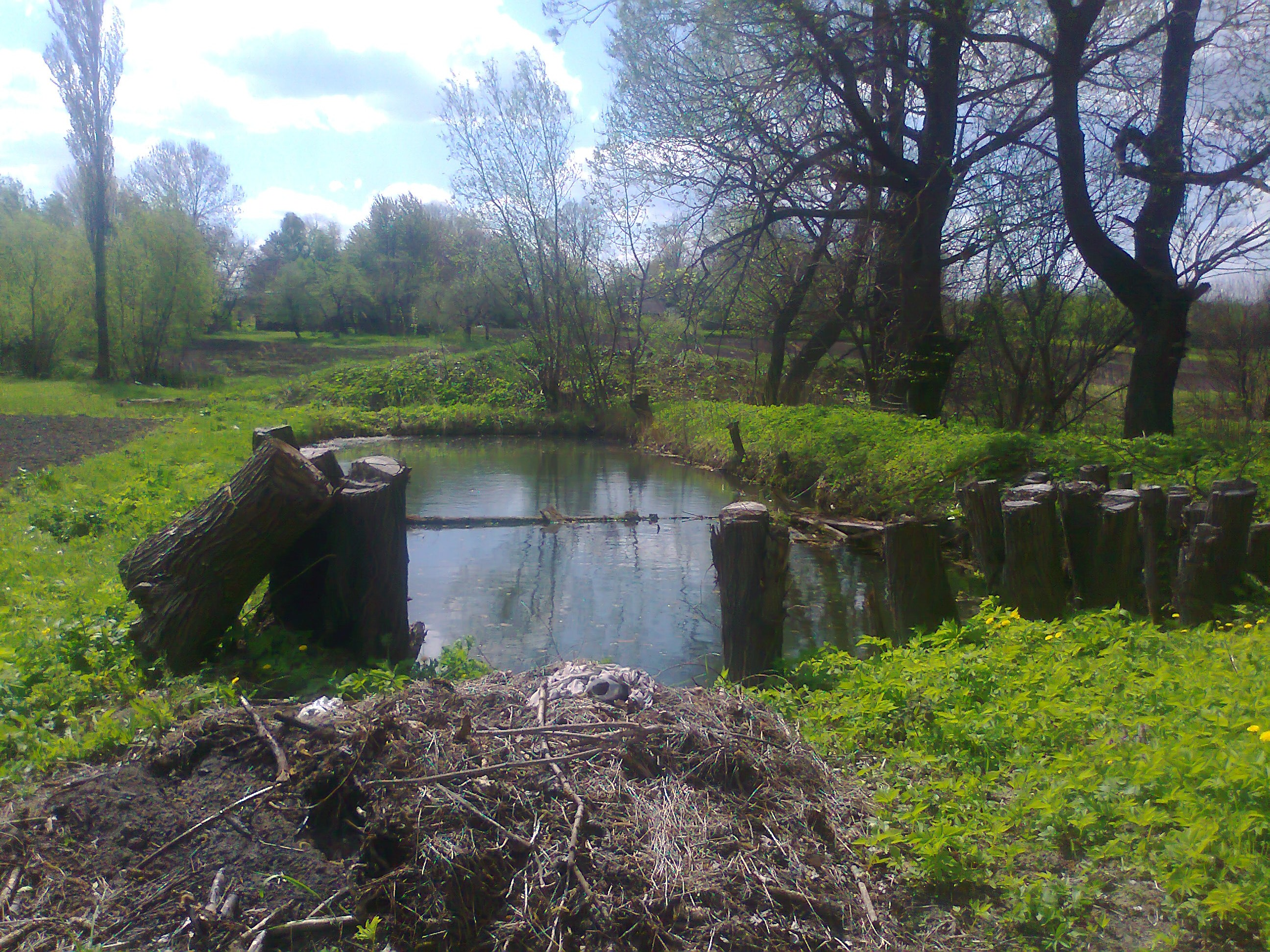
Копанка на західній околиці Руди-Гірчичнянської

Клімат Руди-Гірчичнянської помірно континентальний. Пересічна температура січня — ‒5,6˚, липня — +18,9˚. Радіаційний баланс 40-45 ккал/см², сумарна сонячна радіація 100-105 ккал/см², кількість сонячного сяйва 1900-2000 годин в рік. Сума активних температур (вищих 10°C) - 2600°. Число днів з температурою повітря вище 15°C - 110, число днів з температурою повітря від 5°C до 15°C - 95. Середня тривалість безморозного періоду становить 170 днів на рік. Опадів випадає близько 560 міліметрів на рік.
Село належить до вологої, помірно теплої агрокліматичної зони (Передкарпатський вологий, теплий район). Ґрунтові  та агрокліматичні ресурси сприяють розвитку у селі сільського господарства та рекреаційної діяльності.
| Клімат Руди-Гірчичнянської                                              | Клімат Руди-Гірчичнянської | Клімат Руди-Гірчичнянської | Клімат Руди-Гірчичнянської | Клімат Руди-Гірчичнянської | Клімат Руди-Гірчичнянської | Клімат Руди-Гірчичнянської | Клімат Руди-Гірчичнянської | Клімат Руди-Гірчичнянської | Клімат Руди-Гірчичнянської | Клімат Руди-Гірчичнянської | Клімат Руди-Гірчичнянської | Клімат Руди-Гірчичнянської | Клімат Руди-Гірчичнянської |
| Показник                                                                | Січ.                       | Лют.                       | Бер.                       | Квіт.                      | Трав.                      | Черв.                      | Лип.                       | Серп.                      | Вер.                       | Жовт.                      | Лист.                      | Груд.                      | Рік                        |
| Середня температура, °C                                                 | −5,6                       | −4,2                       | 1,5                        | 10,2                       | 15,1                       | 18,3                       | 18,9                       | 19,1                       | 14,3                       | 8,0                        | 2,3                        | −2,6                       | 7,8                        |
| Норма опадів, мм                                                        | 46                         | 37                         | 38                         | 44                         | 55                         | 63                         | 65                         | 45                         | 42                         | 34                         | 44                         | 50                         | 560                        |
| ----------------------------------------------------------------------- | -------------------------- | -------------------------- | -------------------------- | -------------------------- | -------------------------- | -------------------------- | -------------------------- | -------------------------- | -------------------------- | -------------------------- | -------------------------- | -------------------------- | -------------------------- |
| Джерело: Кліматичні дані Руди-Гірчичнянської на сайті«www.meteoprog.ua» |                            |                            |                            |                            |                            |                            |                            |                            |                            |                            |                            |                            |                            |

### Поверхневі та підземні води

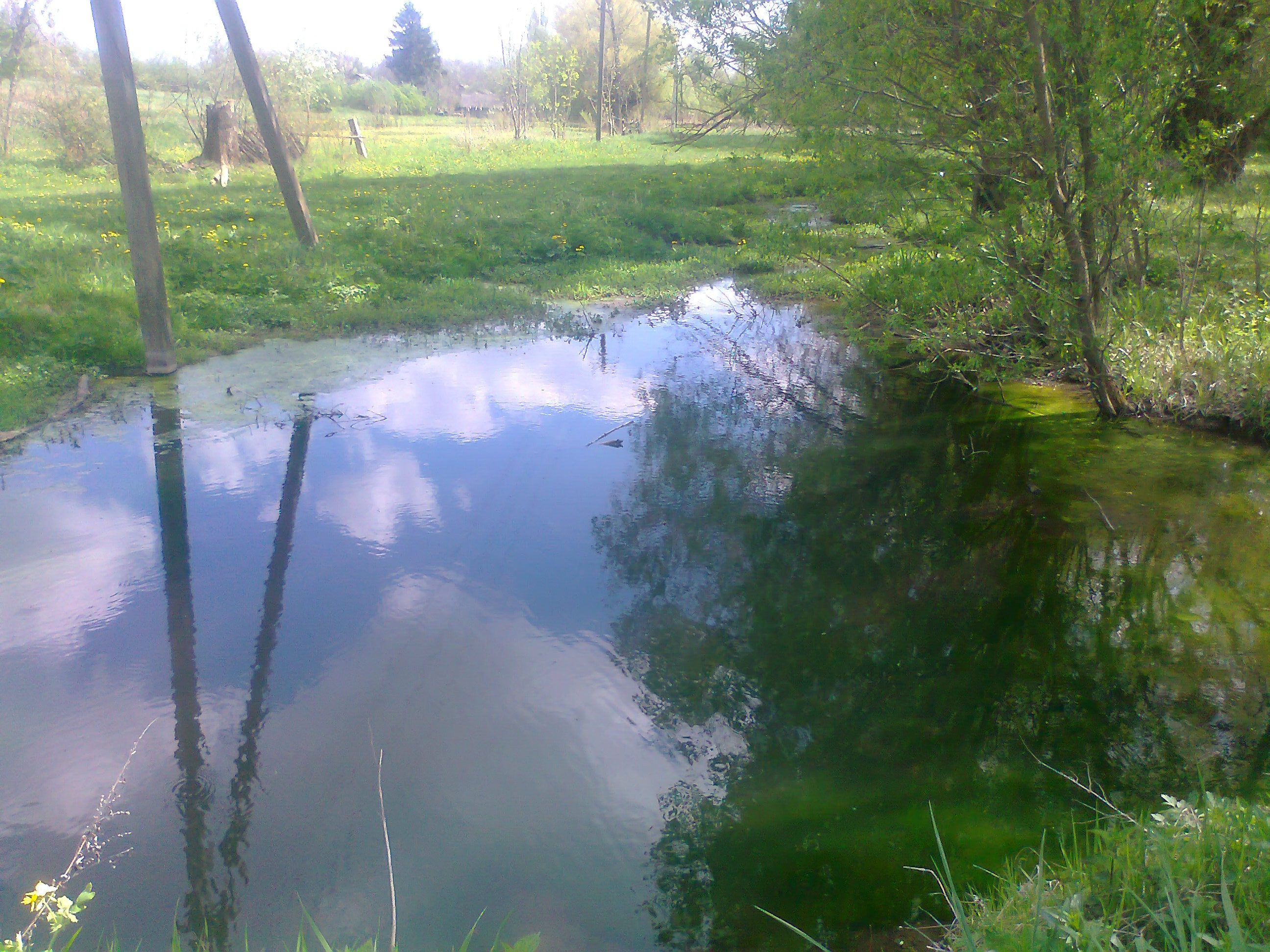
Річка Гнідка у Руді-Гірчичнянській

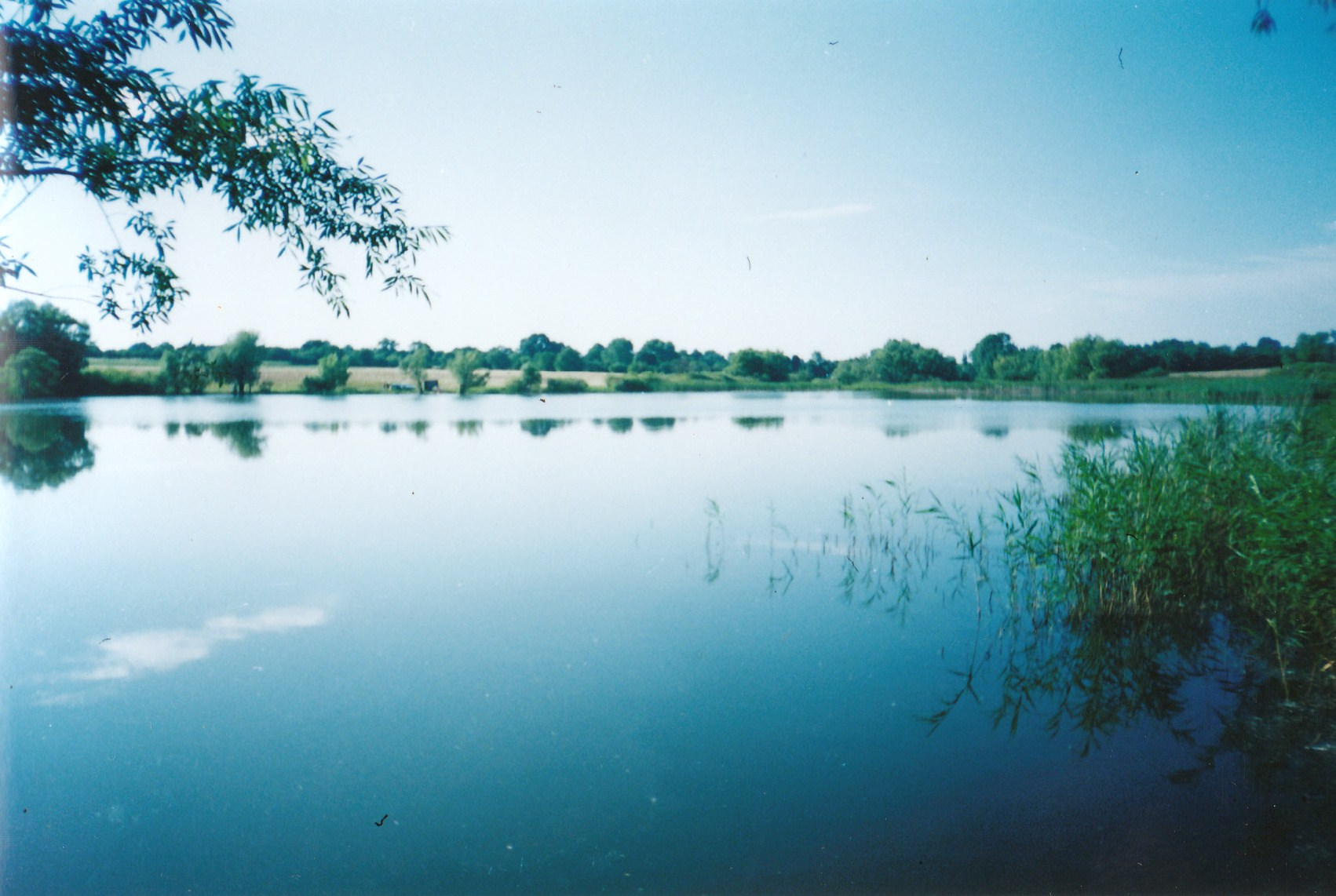
Рудянський ставок

Всі сільські землі Руди-Гірчичнянської належать до басейну Дністра. Через село протікає невелика річка Гнідка, яка є лівою притокою Студениці. Загальна довжина Гнідки становить всього 13 кілометрів. Вона бере початок на синяківських землях північно-західніше Руди-Гірчичнянської і протікає сільськими землями із північного заходу на південний схід протягом 2,2 км, далі тече землями села Соснівка, де круто повертає на захід до села Гірчична і протягом 0,5 км є південною межею рудогірчичнянських земель.
В Руді-Гірчичнянській Гнідка приймає всього дві притоки: одну праву і одну ліву. Права притока річки Гнідки - Рудка має довжину 1,4 км і формується у верхів'ї із двох невеликих струмків, довжиною 0,4 км і 0,45 км. Вона бере свій початок на заболоченій місцині північно-східніше Руди-Гірчичнянської. Ліва притока Гнідки - Глибока Яма має довжину близько 1,1 км і протікає південно-західніше Руди-Гірчичнянської. Колись на цій притоці Гнідки був створений невеликий ставок площею 0,2 га.
На Гнідці одразу ж за Рудою Гірчичнянською створено сільський ставок, загальною площею водного дзеркала 5,4 га. Довжина рудянського ставка становить 0,45 км, його ширина - 0,25 км, пересічна глибина - 1,5-2 метри, максимальна - до 3 метрів. В минулому ставок використовувався для сільськогосподарських потреб (водопостачання, зрошення, розведення риби, і для водоплавної птиці). Сьогодні Рудянський ставок - це місце відпочинку та риболовлі.
Також в РудіГірчичнянській є чимало заболочених місцин, площею близько 13,9 гектарів. В самому селі деякими господарями викопано копанки.

### Ґрунти
В Руді-Гірчичнянській переважають ясно-сірі, сірі та темно-сірі опідзолені, глеюваті, сильно-, середньо- та слабозмиті, середньо- та важкосуглинкові ґрунти. В долині річки Гнідки та її приток переважають в основному лучно-болотні середньосуглинкові ґрунти.

### Рослинний світ

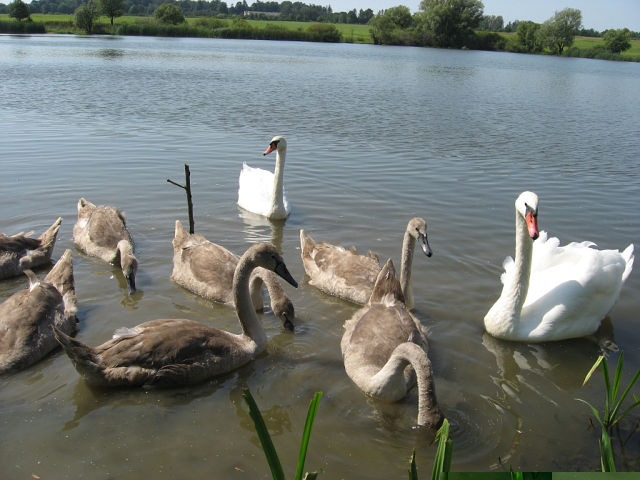
Лебедина сімя на ставку

Рослинний світ Руди-Гірчичнянської представлений лісовими, степовими та водно-болотними видами. Лісова рослинність складається із дубово-грабових лісів із домішками берези, осики, ясена, клена, ялини та сосни з трав'яною рослинністю, серед якої зростають і рідкісні рослини. В середньому ярусі лісу зростає ліщина, малина, ожина, бузина, шипшина, барбарис, свидина, крушина тощо. Навесні в лісах першими зацвітають підсніжники, печіночниця, ряст, медунка, анемони. Пізніше — конвалія, фіалки, купина, любка. Багато рослин є рідкісними або зникаючими видами.
Загалом лісами вкрито 71,0 гектари сільських земель. Лісистість території становить 12,81%.
Степова рослинність в селі практично знищена, позаяк 78,67% території сільських земель розорані, відведені під пасовища та сіножаті або знаходяться під забудовою. Лише в невеликій кількості степових рослин (різнотрав'я) збереглося на річкових схилах.
Представниками водно-болотної рослинності є мохи, ряска, водопериця, кушир, рогіз, очерет, осока, верба тощо.

## Історія

### Річ Посполита
Руда-Гірчичнянська заснована на початку XVIII століття на гірчичнянських землях збіднілими дрібнопомісними шляхтичами, які на чиншовому праві володіли тут частиною землі. Перша назва села — Руда-Польова. Протягом першої половини XVIII століття Руда-Гірчичнянська перебувала у складі Камʼянецького староства Подільського воєводства Речі Посполитої і належала родині Гумецьких.
Наприкінці XVIII століття утворилося окреме Гірчичнянське староство, до якого ввійшли Гірчична (вона тоді йменувалася містечком), Руда-Польова (Руда-Гірчичнянська) та Слобідка-Гірчичнянська. Гірчичнянське староство проіснувало до 1793 року.
З 1806 року село входить до складу Дунаєвецької волості Ушицького повіту Подільської губернії.

### Російська імперія
Після приєднання Поділля до Російської імперії Катерина ІІ подарувала у 1795 році Гірчичну з присілками Рудою-Гірчичнянською та Слобідкою-Гірчичнянською Степану Васильовичу Начеріну. У 1809 році йому за це помістя заплатив 112 тисяч карбованців баговицький староста Ф. Ф. Вейнгард. Через 4 роки Руда-Гірчичнянська з Гірчичною переходить у власність Терези Граб'янки (з роду Страдницьких). В 1852 році її онук — Фелікс Граб'янка продає села Вільгельму Залевському, потім тут мешкали його сини Сигізмунд та Казимир Залевські. Згодом Руда-Гірчичнянська належала вдові Казимира Залевського Ядвізі та його сину — Фадею, а також сину Сигізмунда Залевського — Віктору. Тут вони збудували палац, залишки якого збереглися донині, заклали гарний парк з алеями. На місці колишніх алей височать віковічні сосни. Від самого парку залишилося небагато дерев.
На початку ХХ століття Руда-Гірчичнянська була вже значним поселенням. Згідно зі статистикою, тут у 1909 році мешкало 749 осіб.

### Роки української революції
З грудня 1917 року Руда-Гірчичнянська під владою військ Центральної Ради, з січня 1918 року – зайнята військами більшовицької армії. У лютому 1918 року захоплена австро-німецькими військами, у другій половині листопада 1918 року звільнена військами Директорії. У квітні 1919 року зайнята військами більшовиків, у червні 1919 року тут перебувають війська Симона Петлюри, у липі 1919 року – війська Української Галицької Армії. В грудні 1919 року село захоплене польськими військами, а в кінці листопада 1920 року – Червоною армією.

### Радянський період
У Руді-Гірчичнянській, одному з перших сіл на терені Дунаєвеччини, ще у травні 1921 року було організовано сільськогосподарську артіль імені 1-го травня. Тринадцять селянських сімей усуспільнили 52 десятини землі. Згодом ця артіль на початку 30-х років перетворилася у рудогірчичнянський колгосп імені Калініна. В 1924 році в селі створюється Рудогірчичнянська сільська рада, яка ввійшла до складу Дунаєвецького району.

### Репресії
У другій половині 30-х років розпочинаються репресії проти селян Руди-Гірчичнянської. Особливість цього села полягала у тому, що переважна більшість мешканців тут були або польської національності, або римо-католиками за віросповіданням. Тому більшості репресованим селянам приписували зв’язок із так званою Польською Організацією Войсковою (ПОВ). Річ у тому, що в середині 30-х років у Руді-Гірчичнянській під керівництвом голови правління Лук’яна Пиркатого було сформовано колгоспний кавалерійський загін. Однак коли в Руді-Гірчичнянській було виведено з ладу колгоспний млин, цей «теракт» одразу ж приписали так званій боївці ПОВ. Розпочалося полювання на невинних селян. З катівень НКВС не повернулися понад 48 мешканців села.

### Друга світова війна
В роки другої світової війни у червні 1941 року на фронт були мобілізовані 24 мешканці села. 
Руду-Гірчичнянську окупували німецькі війська 11 липня 1941 року. За час окупації 28 мешканці було насильно вивезено на каторжні роботи до Німеччини. У 1943 році партизанське з’єднання імені Щорса під командуванням Андрія Павловича Римарчука, в ході рейду з Віньковеччини у Миньковецький та Новоушицький райони знищили в Руді-Гірчичнянській земельного коменданта Босого. 
Село визволене частинами 211-ї (887-й, 894-й, 896-й стрілецькі полки, 829-й артилерійський полк) та 70-ї (207-й стрілецький полк) стрілецьких дивізій 38-ї армії 1-го Українського фронту 29 березня 1944 року. Під час звільнення села протягом 28 – 30 березня в районі Руди-Гірчичнянської точилися запеклі бої з ворогом, село двічі переходило із рук в руки. При звільненні Руди-Гірчичнянської від ворога загинуло, померло від ран та пропало безвісти 98 радянських бійців. 
Після визволення у квітні 1944 року на фронт знову було мобілізовано ще 104 мешканців. Загалом на фронтах боролися з ворогом 128 воїнів із Руди-Гірчичнянської, 37 з них загинули в боях, померли від ран чи пропали безвісти. За проявлену хоробрість у боротьбі з ворогом на фронтах Великої Вітчизняної війни понад 90 уродженців Руди-Гірчичнянської нагороджені понад 100 бойовими орденами та медалями.

Кінець 40-х – початок 50-х років пов’язані з діяльністю на території Руди-Гірчичнянської загонів Дунаєвецького надрайонного проводу ОУН-УПА, які мали на селі свої конспіративні квартири та схрони зі зброєю та літературою.

### Повоєнне життя села
В 1951 році було прийнято рішення про об’єднання малокужелівського колгоспу імені Кірова та рудогірчичнянського колгоспу імені Калініна для підвищення ефективності сільськогосподарського виробництва. Цього ж року Рудогірчичнянську сільську раду приєднують до Малокужелівської сільської ради. Руда-Гірчичнянська стає бригадним селом (бригада № 2 та ферма № 2) малокужелівського колгоспу.
З 1991 року в складі незалежної України.
У 2002 році на базі рудогірчичнянських та малокужелівських земель утворюється СТОВ «Вікторія», яке ще проіснувало до 2007 року. Селяни Руди-Гірчичнянської займаються здебільшого веденням домашнього підсобного господарства, яке тут має свою специфіку; більшість мешканців масово займаються вирощуванням капусти на продаж.
З 2008 року діє українська православна церква Київського патріархату Почаївської Ікони Божої Матері. 
8 листопада 2013 року село було газифіковано.
13 серпня 2015 року шляхом об'єднання сільських рад, село увійшло до складу Дунаєвецької міської громади.
17 липня 2020 року, в результаті адміністративно-територіальної реформи та ліквідації Дунаєвецького району, село увійшло до складу Кам'янець-Подільського району.
Нині у Руді-Гірчичнянській мешкає 136 осіб. Тут є продовольча крамниця, фельдшерсько-акушерський пункт.

## Населення
Протягом ХХ століття за кількістю мешканців Руда-Гірчичнянська відносилася до середніх сільських населених пунктів. Найбільше число мешканців села було на початку ХХ століття. Починаючи з ХІХ століття і аж до середини ХХ століття кількість мешканців Руди-Гірчичнянської поступово зростала. Із середини ХХ століття відбувається процес депопуляції населення, причому до кінця століття він значно посилився. 
Згідно Всеукраїнського перепису населення 2001 року в Руді-Гірчичнянській мешкало 173 осіб. Національний склад населення однорідний. Українці становили близько 98% від загальної кількості. З інших національностей в Руді-Гірчичнянській мешкали росіяни (2%). Більшість мешканців села - 99% розмовляли та вважали своєю рідною мовою українську мову. 
Цікавим є факт, що у 30-х роках ХХ століття більше третини мешканців Руди-Гірчичнянської становили поляки, однак через репресії та переслідування, число їх дуже зменшилося.
Природний приріст населення - від'ємний (коефіцієнт смертності значно перевищує коефіцієнт народжуваності). Сальдо міграції також від'ємне.
За віковою структурою населення Руди-Гірчичнянської розподілялося наступним чином: 
особи, молодші працездатного віку - 8,09%;
особи працездатного віку - 56,07%;
особи, старші працездатного віку - 35,84%.
Вікова структура населення Руди-Гірчичнянської за переписом 2001
Вікова структура населення
Розподіл населення Руди-Гірчичнянської за віком та статтю (2010)
| Стать | Всього | До 15 років | 15-24 | 25-44 | 45-64 | 65-85 | Понад 85 |
| --- | ------ | ----------- | ----- | ----- | ----- | ----- | -------- |
| Чоловіки | 58     | 4           | 9     | 16    | 16    | 12    | 1        |
| Жінки | 81     | 4           | 10    | 22    | 23    | 20    | 2        |
| \| Статево-вікова піраміда \| Статево-вікова піраміда \| Статево-вікова піраміда \| \| ----------------------- \| ----------------------- \| ----------------------- \| \| Чоловіки \| Вік \| Жінки \| \| 1 \| 85 + \| 2 \| \| 1 \| 80-84 \| 2 \| \| 2 \| 75-79 \| 3 \| \| 5 \| 70-74 \| 9 \| \| 4 \| 65-69 \| 6 \| \| 5 \| 60-64 \| 5 \| \| 4 \| 55-59 \| 7 \| \| 3 \| 50-54 \| 6 \| \| 4 \| 45-49 \| 5 \| \| 6 \| 40-44 \| 5 \| \| 5 \| 35-39 \| 8 \| \| 3 \| 30-34 \| 4 \| \| 2 \| 25-29 \| 5 \| \| 5 \| 20-24 \| 6 \| \| 4 \| 15-20 \| 4 \| \| 1 \| 10-14 \| 2 \| \| 2 \| 5-9 \| 1 \| \| 1 \| 0-4 \| 1 \| |        |             |       |       |       |       |          |
| Статево-вікова піраміда |        |             |       |       |       |       |          |
| Чоловіки | Вік    | Жінки       |       |       |       |       |          |
| 1 | 85 +   | 2           |       |       |       |       |          |
| 1 | 80-84  | 2           |       |       |       |       |          |
| 2 | 75-79  | 3           |       |       |       |       |          |
| 5 | 70-74  | 9           |       |       |       |       |          |
| 4 | 65-69  | 6           |       |       |       |       |          |
| 5 | 60-64  | 5           |       |       |       |       |          |
| 4 | 55-59  | 7           |       |       |       |       |          |
| 3 | 50-54  | 6           |       |       |       |       |          |
| 4 | 45-49  | 5           |       |       |       |       |          |
| 6 | 40-44  | 5           |       |       |       |       |          |
| 5 | 35-39  | 8           |       |       |       |       |          |
| 3 | 30-34  | 4           |       |       |       |       |          |
| 2 | 25-29  | 5           |       |       |       |       |          |
| 5 | 20-24  | 6           |       |       |       |       |          |
| 4 | 15-20  | 4           |       |       |       |       |          |
| 1 | 10-14  | 2           |       |       |       |       |          |
| 2 | 5-9    | 1           |       |       |       |       |          |
| 1 | 0-4    | 1           |       |       |       |       |          |

Згідно Всеукраїнського перепису населення з 173 мешканців Руди-Гірчичнянської 74 осіб - це чоловіки та 99 осіб - жінки. Жіноче населення складало 57,23% від загальної кількості, а чоловіче - 42,77%.
За віросповіданням переважна більшість мешканців Руди-Гірчичнянської є римо-католиками (близько 85 % усіх мешканців села). Значно меншими конфесіями в селі є православні (до 15 %).
Густота населення Руди-Гірчичнянської становила 24,54 осіб/км2, що значно нижче, ніж середня густота в Дунаєвецькому районі, Хмельницькій області та Україні.

Зміна кількості населення Руди-Гірчичнянської

### Мова
Розподіл населення за рідною мовою за даними перепису 2001 року:
| Мова       | Відсоток |
| ---------- | -------- |
| українська | 96,53%   |
| російська  | 3,47%    |

## Топоніми села
Землі Руди-Гірчичнянської складаються з окремих історично-складених частин: Попелівки, Корчунка, Березини, Рудки, Глибокої ями тощо.
- Березина – назва поля на захід від Руди-Гірчичнянської. Ця назва поля походить від домінуючої породи дерев, які росли на місці цього поля. В давнину тут був ліс, в якому лісотвірною породою була береза.
- Воєнна дорога – назва шляху, що проходить через Руду-Гірчичнянську. Ця дорога виникла на початку 60-х років у зв’язку з будівництвом у рудогірчичнянському лісі військової частини (спочатку однієї, а згодом – й іншої). Воєнною дорогою перевозили різні військові вантажі. Починалася вона на межі соснівських та слобідкогірчичнянських земель, від автомобільної дороги Гуків – Дунаївці – Могилів-Подільський, проходила південною межею рудогірчичнянських земель, східною окраїною Руди-Гірчичнянської і далі йшла на Варварівку та Підлісний Мукарів. З ліквідацією військових частин вона втратила своє стратегічне значення, однак назва дороги збереглася.
- Глибока Яма – назва урочища на південний захід від Руди-Гірчичнянської. Власне це єдина балка в селі, що має висоту схилів нижче 300 метрів. Назва пішла від розмірів балки.
- Гнідка – невеличка річечка, ліва притока річки Студениці. Протікає через Руду-Гірчичнянську з північного заходу на південний схід до села Соснівка, де круто повертає на захід і тече до села Гірчичної. На південному заході від Руди-Гірчичнянської ця річечка розділяє рудянські та слобідкогірчичнянські землі. Назва її походить від слова «гнідий». Завдяки великій концентрації оксидів заліза береги річки наче покривалися іржею, що нагадувало гніду масть коней.
- Корчунок – назва колишнього маєтку панів Залевських. Знаходиться на південь від Руди-Гірчичнянської. Для розбудови маєтку та закладання парку мешканцям села доводилося корчувати тут ліс (викорчовувати старі і великі дерева).
- Попелівка – назва поля на південний захід від Руди-Гірчичнянської. За легендою тут колись було поселення, яким управляли сини гірчинецького пана. В ньому мешкало небагато людей, але вони були дуже злодійкуваті. Незлюбив їх пан і наказав синам пустити з попелом це поселення (тобто спалити). Люди, що врятувалися, поселилися на новому місці і назвали село Слобідка-Гірчичнянська. А поле стало називатися Попелівкою.
- Рудка – поле на північний схід від Руди-Гірчичнянської. Назва свідчить про те, що саме тут колись видобували болотний залізняк (або болотну руду).
- Рудянський став – ставок, розташований на річці Гнідці нижче Руди-Гірчичнянської. Назва ставка вказує, що він належить Руді-Гірчичнянській, на відміну від Сосновського ставу, що розташований нижче за течією і є власністю села Соснівка.
- Старий мукарівський шлях – польова дорога, що проходить зі сходу на північний захід приблизно в одному кілометрі від Руди-Гірчичнянської і відділяє рудянські землі від малокужелівських та синяківських земель. Колись ця дорога з’єднувала два волосні центри Ушицького повіту – Миньківці та Підлісний Мукарів. З ліквідацією волостей дорога втратила своє значення, однак за нею закріпилася така назва.

## Галерея

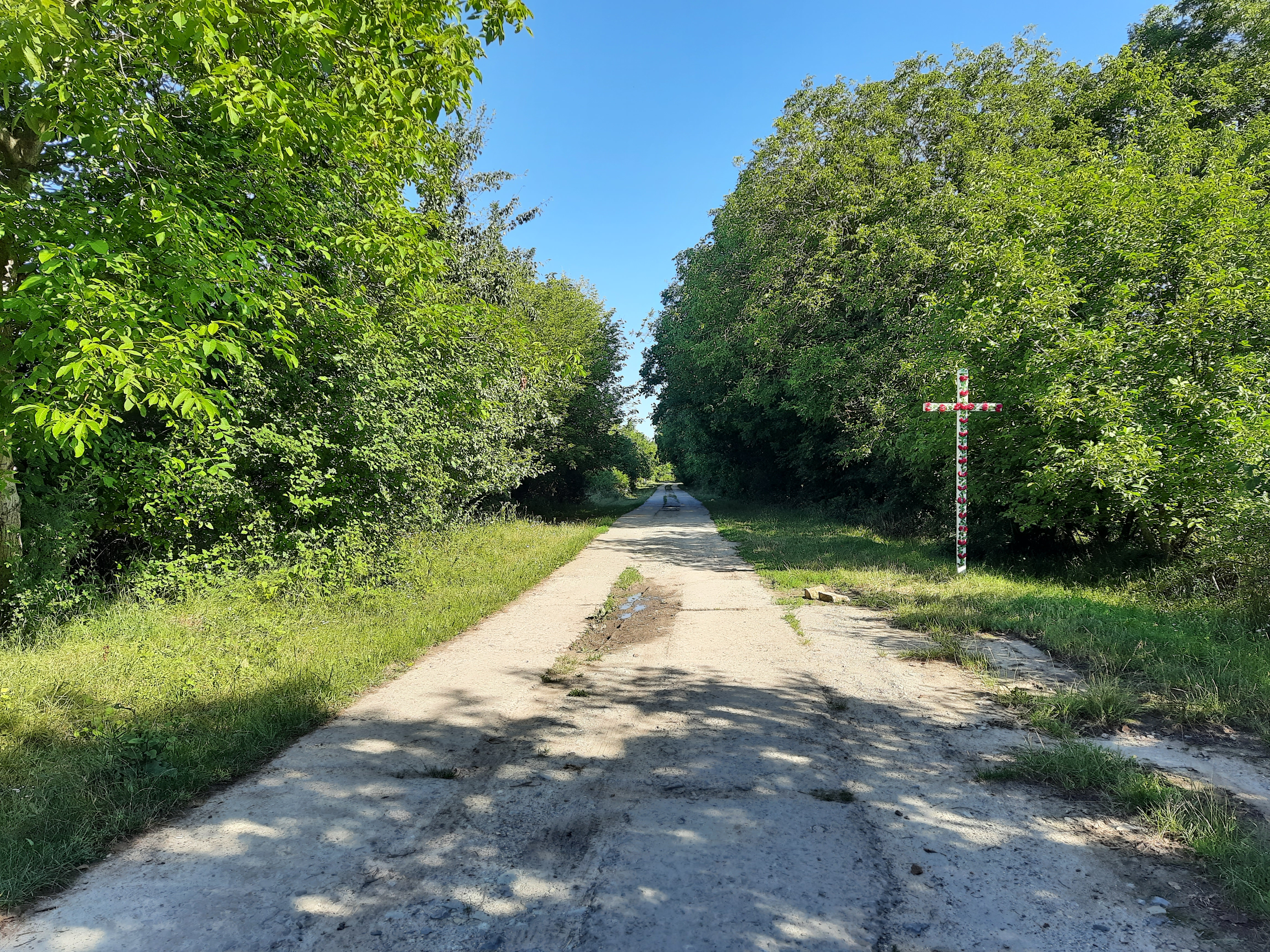
В'їзд у село
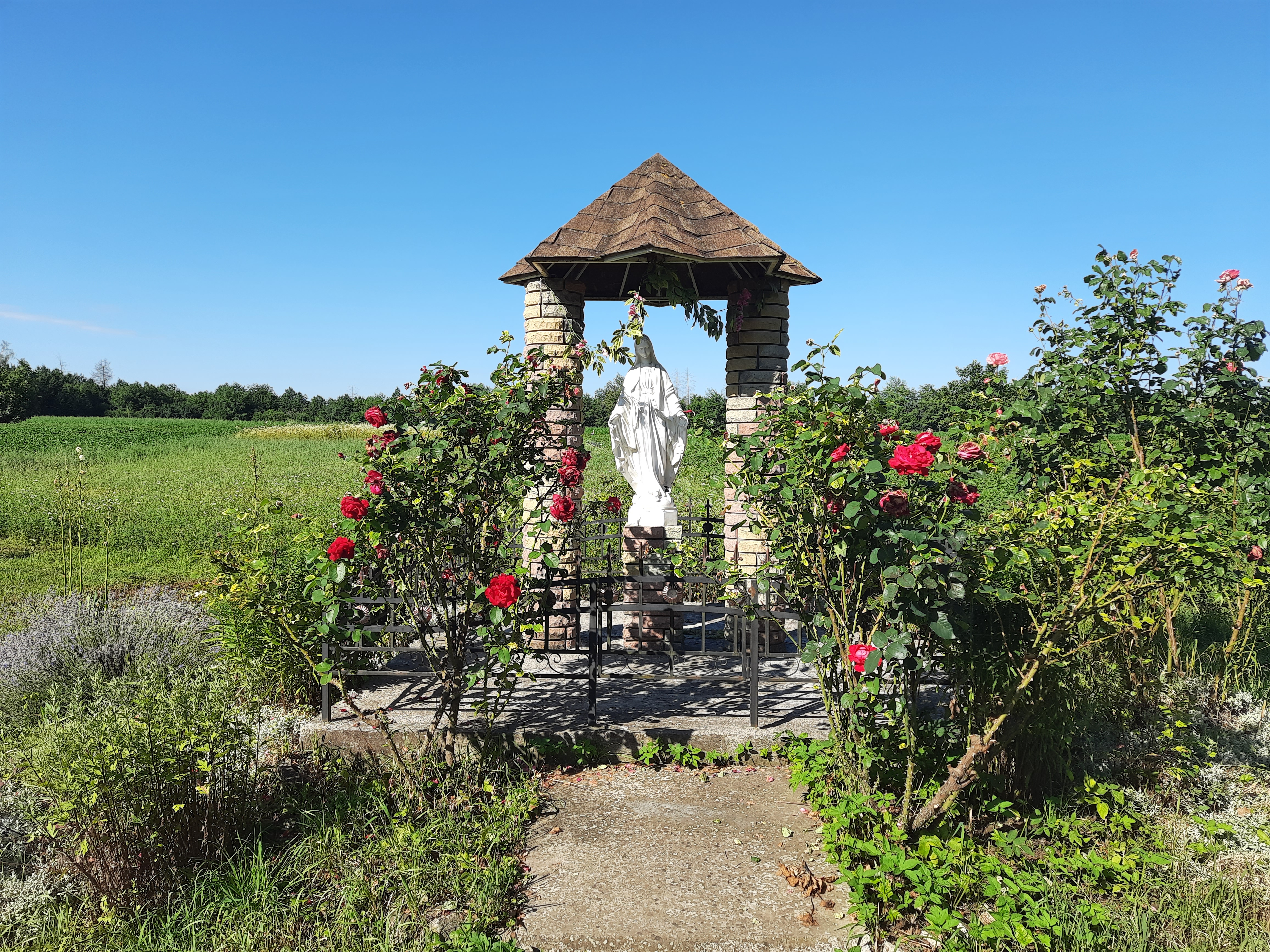
Статуя Божої Матері
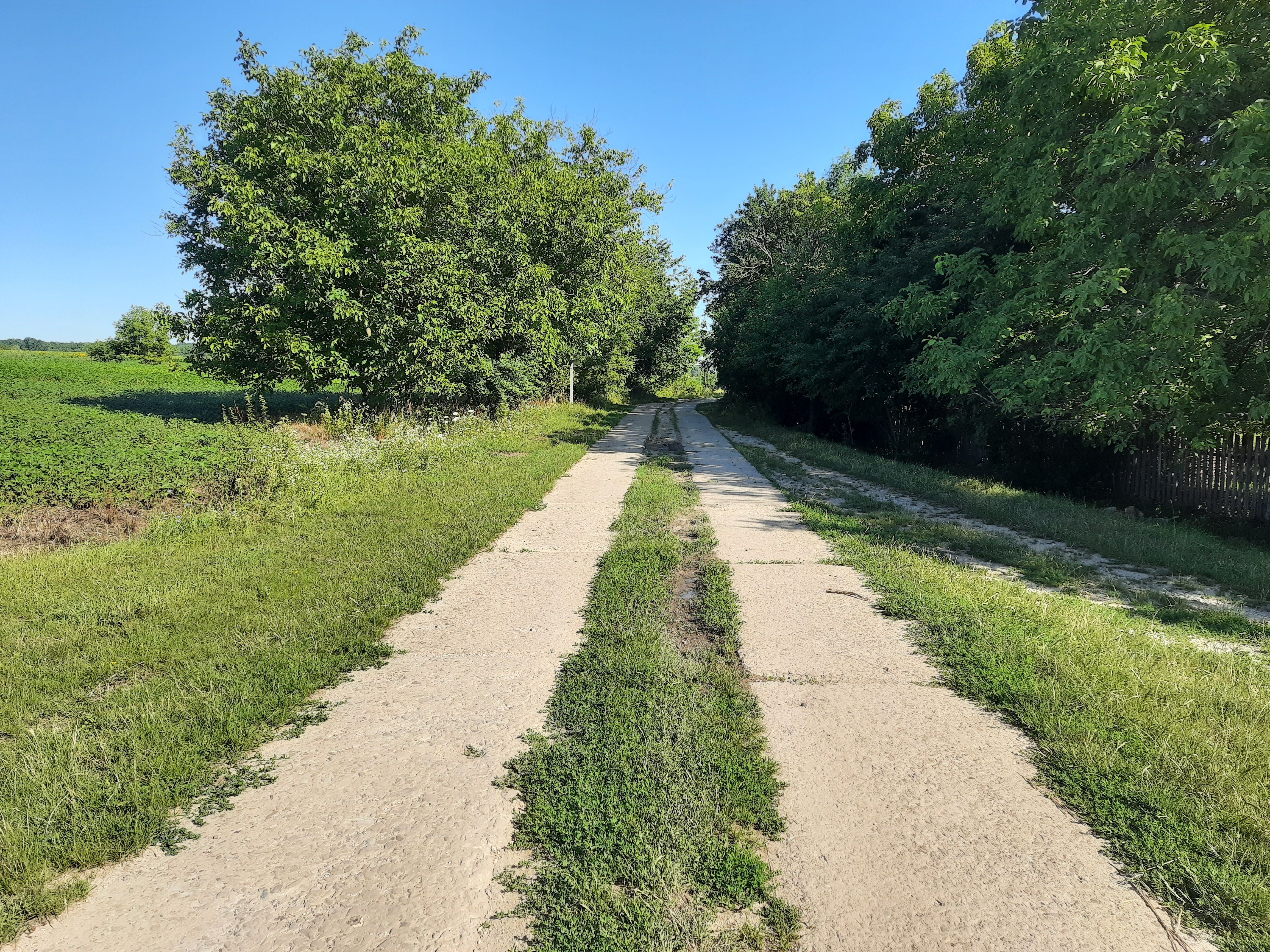
Сільська вулиця
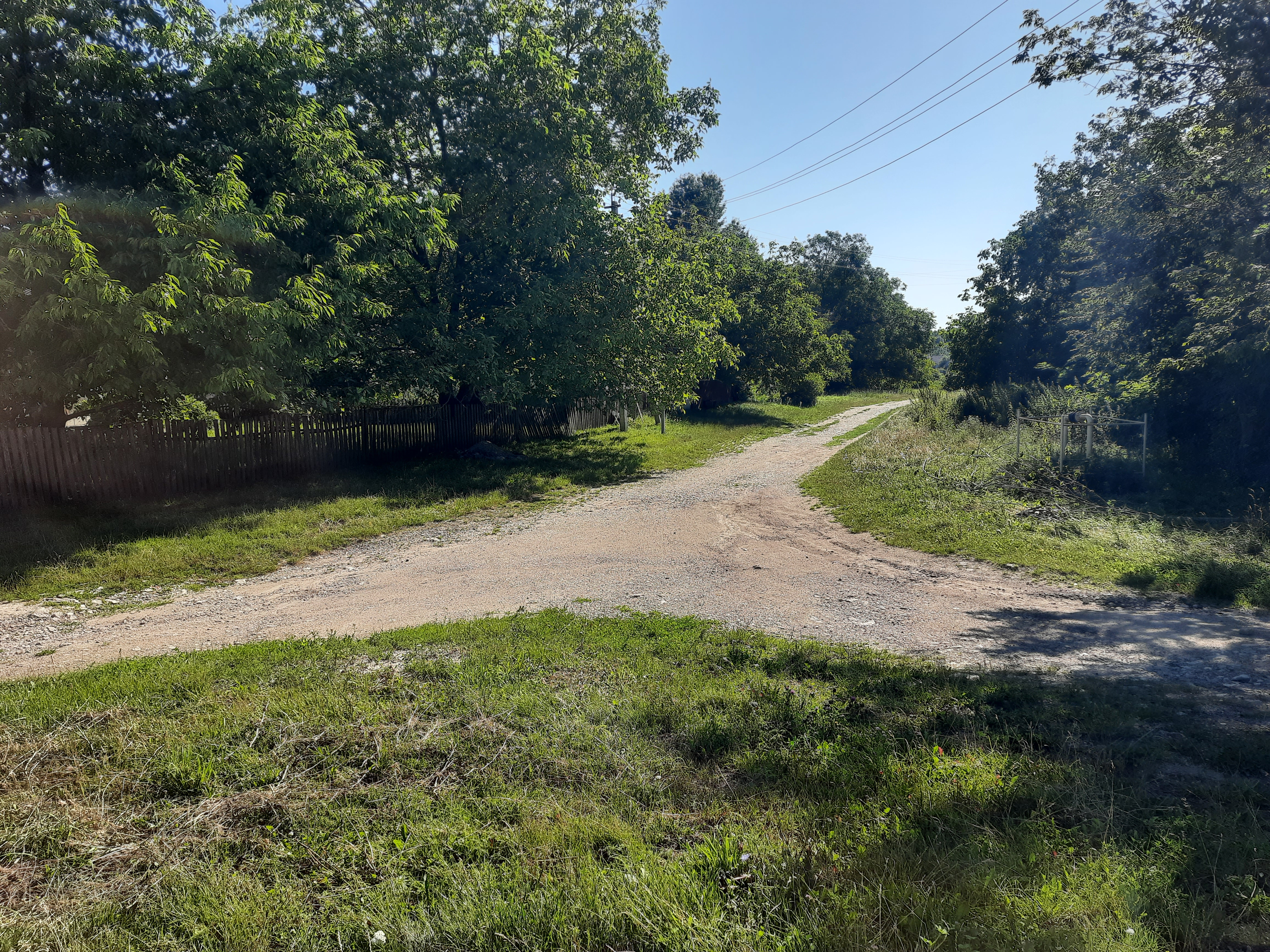
Сільський пейзаж
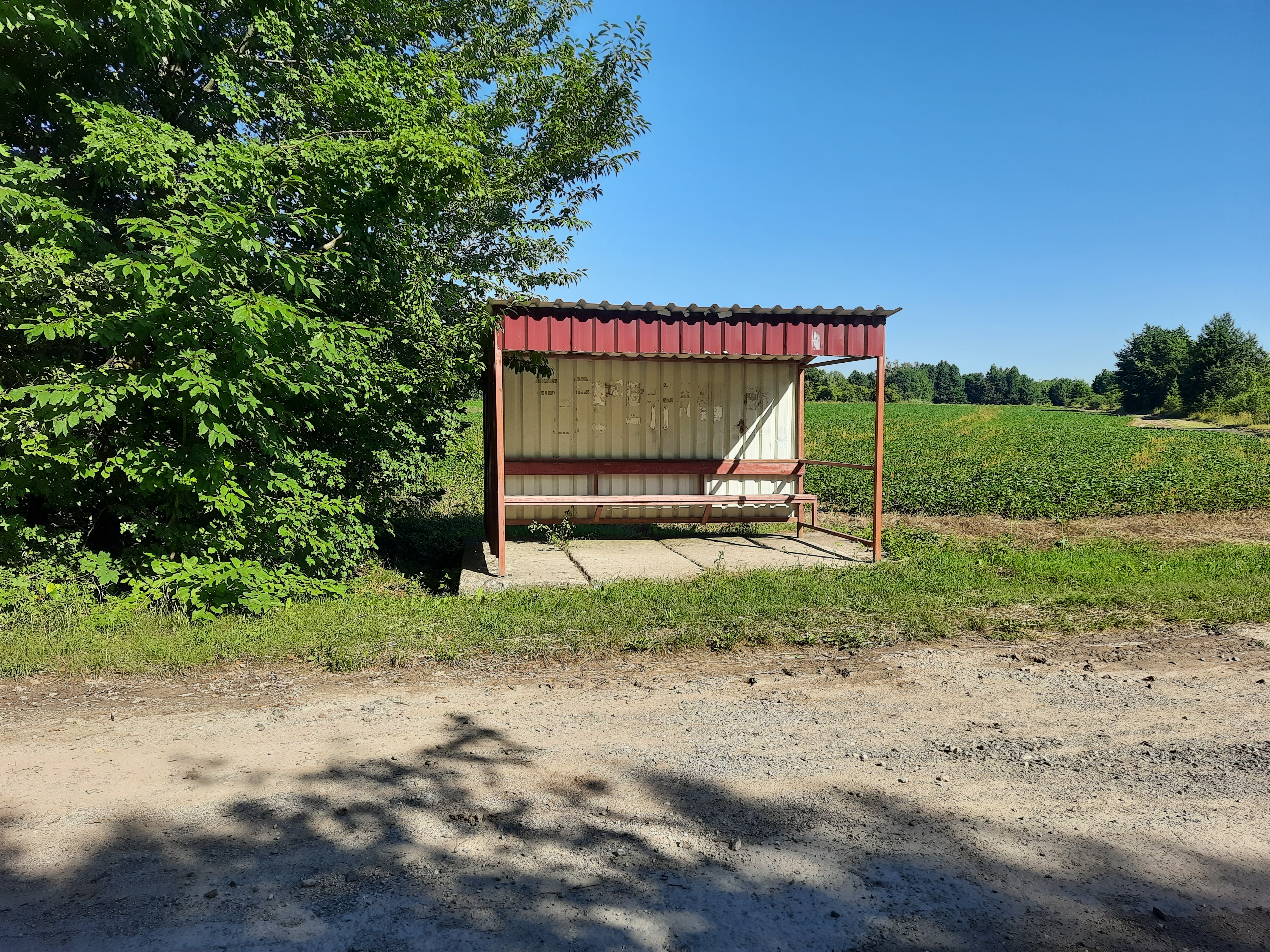
Автобусна зупинка